# Equipo Kern Pharma/2023
Deze pagina geeft een overzicht van de Equipo Kern Pharma-wielerploeg in 2023.

## Algemene gegevens
Teammanager: Juan José Oroz
Ploegleiders: Jon Armendariz Iparraguirre, Mikel Ezkieta, Mikel Nieve (vanaf 12/4), Pablo Urtasun
Fietsmerk: Giant

## Renners
| Naam                 | Geboortedatum | Nationaliteit | Ploeg 2022    |
| -------------------- | ------------- | ------------- | ------------- |
| Roger Adrià          | 18-04-1998    | Spanje        |               |
| Jon Agirre           | 10-09-1997    | Spanje        |               |
| Igor Arrieta         | 08-12-2002    | Spanje        |               |
| Urko Berrade         | 28-11-1997    | Spanje        |               |
| Giovanni Carboni     | 31-08-1995    | Italië        |               |
| Héctor Carretero     | 28-05-1995    | Spanje        |               |
| Pablo Castrillo      | 02-01-2001    | Spanje        | -             |
| Iván Cobo            | 02-01-2000    | Spanje        |               |
| Iñigo Elosegui       | 06-03-1998    | Spanje        | Movistar Team |
| Francisco Galván     | 01-12-1997    | Spanje        |               |
| Carlos García Pierna | 23-07-1999    | Spanje        |               |
| Raúl García Pierna   | 23-02-2001    | Spanje        |               |
| Álex Jaime           | 29-09-1998    | Spanje        |               |
| Jordi López          | 14-08-1998    | Spanje        |               |
| Martí Márquez        | 09-02-1996    | Spanje        |               |
| Pau Miquel           | 20-08-2000    | Spanje        |               |
| José Félix Parra     | 16-01-1997    | Spanje        |               |
| Vojtěch Řepa *       | 14-08-2000    | Tsjechië      |               |
| Mikel Retegi         | 27-04-2001    | Spanje        | -             |
| Ibon Ruiz            | 30-01-1999    | Spanje        |               |
| Eugenio Sánchez      | 10-03-1999    | Spanje        |               |
| Danny van der Tuuk   | 05-11-1999    | Nederland     |               |

* tot 2/5

### Stagiairs
Per 1 augustus 2023
| Naam             | Geboortedatum | Nationaliteit | Vorige ploeg    |
| ---------------- | ------------- | ------------- | --------------- |
| Hugo Aznar       | 1-12-2003     | Spanje        | Equipo Finisher |
| Pablo Carrascosa | 7-10-2002     | Spanje        | Equipo Finisher |
| Yanne Dorenbos   | 15-09-2000    | Nederland     | Equipo Finisher |

### Vertrokken
| Naam                    | Geboortedatum | Nationaliteit | Ploeg 2023       |
| ----------------------- | ------------- | ------------- | ---------------- |
| Sergio Araiz            | 29-04-1998    | Spanje        | Gestopt          |
| Jaime Castrillo         | 13-05-1996    | Spanje        | Gestopt          |
| Diego López             | 09-12-1997    | Spanje        | Gestopt          |
| Daniel Alejandro Méndez | 02-06-2000    | Colombia      | EPM-Scott        |
| Iván Moreno             | 27-05-1996    | Spanje        | Global 6 Cycling |
| Savva Novikov           | 27-07-1999    | Rusland       | ?                |

## Overwinningen
Ronde van Taiwan
2e etappe: Jordi López
Ronde van Alentejo
Ploegenklassement: *1)
Ronde van Slovenië
Jongerenklassement: Raúl García Pierna
Ploegenklassement: *2)
Route d'Occitanie
Bergklassement: Carlos García Pierna
*1) Ploeg Ronde van Alentejo: Carboni, Elosegui, C. García Pierna, Jaime, Řepa, Ruiz, Van der Tuuk
*2) Ploeg Ronde van Slovenië: Berrade, Carretero, R. Pierna, López, Márquez, Miquel, Retegi
2020 · 2021 · 2022 · 2023 · 2024 · 2025
Bingoal Pauwels Sauces WB · Bolton Equities Black Spoke · Burgos-BH · Caja Rural-Seguros RGA · EOLO-Kometa · Equipo Kern Pharma · Euskaltel-Euskadi · Green Project-Bardiani-CSF-Faizanè  · Human Powered Health · Israel-Premier Tech · Lotto-Dstny · Q36.5 Pro Cycling Team · Team Corratec · Team Flanders-Baloise · Team Novo Nordisk · Team TotalEnergies · Tudor Pro Cycling Team · Uno-X Pro Cycling Team